# Cautaeschra ustipennis
Cautaeschra ustipennis är en fjärilsart som beskrevs av George Francis Hampson 1894. Cautaeschra ustipennis ingår i släktet Cautaeschra och familjen nattflyn. Inga underarter finns listade i Catalogue of Life.